# Roclincourt
Roclincourt ist eine französische Gemeinde mit 786 Einwohnern (Stand: 1. Januar 2022) im Département Pas-de-Calais in der Region Hauts-de-France. Sie gehört zum Arrondissement Arras und zum Kanton Arras-1. Die Einwohner werden Roclincourtois genannt.

## Geografie
Roclincourt liegt etwa vier Kilometer nordnordöstlich des Stadtzentrums von Arras. Umgeben wird Roclincourt von den Nachbargemeinden Thélus im Norden, Bailleul-Sir-Berthoult im Osten und Nordosten, Saint-Laurent-Blangy im Osten und Südosten, Saint-Nicolas im Süden, Sainte-Catherine im Südwesten, Écurie im Westen sowie Neuville-Saint-Vaast im Nordwesten.
Am Westrand der Gemeinde führt die Route nationale 17 entlang. Im Osten liegt der Flugplatz Arras-Roclincourt.

## Geschichte
| Jahr      | 1962 | 1968 | 1975 | 1982 | 1990 | 1999 | 2006 | 2018 |
| --------- | ---- | ---- | ---- | ---- | ---- | ---- | ---- | ---- |
| Einwohner | 388  | 494  | 652  | 633  | 721  | 748  | 780  | 792  |

## Sehenswürdigkeiten
- Kirche Saint-Brice
- Militärfriedhöfe

## Gemeindepartnerschaft
Mit der französischen Gemeinde Montesquiou im Département Gers besteht eine Partnerschaft.